# Нежданный гость (фильм, 1989)
Нежданный гость (фр. L'Invité surprise) — комедия французского режиссёра Жоржа Лотнера, вышедшая в прокат 23 августа 1989.

## Сюжет
Незатейливая комедия про молодого чернокожего француза Мартена Гайяра, оказавшегося втянутым в шпионские игры карикатурных спецслужб и столь же карикатурной мафии. Приемный отец главного героя, отставной инспектор полиции Шарль Мазена, и его бывшие коллеги помогают Мартену выпутаться из череды нелепых происшествий. Чтобы избежать огласки, власти вынуждены инсценировать убийство Мартена в прямом эфире телепередачи «Нежданный гость».

## В ролях
- Эрик Блан — Мартен Гайяр
- Виктор Лану — Шарль Мазена
- Жан Карме — полковник
- Мишель Галабрю — комиссар Ле Бурре
- Жак Франсуа — директор полиции
- Рене Сен-Сир — Леа
- Франсуаз Дорне — Жюли
- Жерар Эрнандес — директор казино
- Жан Ружери — Робино
- Флоранс Жанти — Доменика